# Pietro Annigoni
Pietro Annigoni né le 7 juin 1910 à Milan et mort le 28 octobre 1988 à Florence est un peintre et dessinateur italien.
Il est surtout connu pour avoir exécuté des portraits de la reine d'Angleterre Élisabeth II, et du président John F. Kennedy, publiés dans le magazine Time dans les années 1960.

## Biographie
Pietro Annigoni avait un goût classique et peignait sous l'influence de la Renaissance italienne. Dans les années 1920, il vit la plupart du temps à Florence, où il étudie au collège des clercs réguliers des écoles pies. En 1927, il est admis à l'Académie des beaux-arts de Florence où il suit les cours de Felice Carena en peinture, de Giuseppe Graziosi (it) en sculpture et de Celestino Celestini (it) en gravure à l'eau-forte. Il participe à la classe du modèle nu au Cercle florentin des artistes, Il Circolo degli Artisti, et fréquente les classes ouvertes traitant du même sujet à l'Académie. Annigoni expose son travail pour la première fois à Florence en 1930 avec un groupe d'autres peintres. Sa première exposition personnelle a eu lieu deux ans plus tard à la galerie Bellini au palais Spini-Feroni. En 1932, le journaliste Ugo Ojetti remarque le travail de l'artiste dans le Corriere della Sera, puis Annigoni remporte le prix Trentacoste.

### Famille
Pietro Annigoni était marié avec Anna Giuseppa Maggini de 1937 jusqu'à la mort de son épouse en juillet 1969. Ils eurent deux enfants, Benedetto (1939) et Maria Ricciarda. En 1976, il se remarie avec Rosella Segreto qui était également son modèle favori. 

### Mort
En mai 1988, Annigoni subit une opération d'urgence à la suite d'un ulcère perforé, mais ne récupère pas. On le transporte à l'hôpital de Florence le 27 octobre 1988, où il meurt de maladie des reins, le lendemain 28 octobre 1988. Il est enterré au cimetière Porte Sante (des Portes saintes) de la basilique San Miniato al Monte.

## Controverse en tradition
Entre 1945 et 1950, Annigoni réalisa une série d’œuvres importantes qui remportèrent un grand succès. En 1947, il signa un manifeste des Peintres modernes et réalistes. Dans ce groupe, qui comprenait sept peintres, on s'opposait à l'art abstrait et aux mouvements qui avaient récemment vu le jour en Italie. Ce n'était en effet qu'un détail mineur dans la vie du peintre, mais cela devrait devenir une référence dans la littérature le concernant. Parmi les autres peintres qui avaient signé la pétition se trouvaient Gregorio Sciltian et les frères Antonio et Xavier Bueno.
En mars 1949, le Comité de l'Académie royale d'Angleterre accepta les œuvres qu'Annigoni avait envoyées pour l'exposition annuelle.

## Expositions
Annigoni commença à exposer son œuvre à partir des années 1950. À Londres, ses expositions eurent lieu chez Wildenstein (1950 et 1954), chez Agnew (1952 et 1956), à la Fédération des Artistes britanniques (1961), aux Upper Grosvenor Galleries (1966), et plusieurs Académies royales. Une exposition spéciale se tint à Paris en 1953 à la galerie Beaux Arts. En 1969, l'œuvre d'Annigoni fut accrochée au Brooklyn Museum de New York. De nombreuses galeries montrèrent le travail d'Annigoni de son vivant, entre autres à Turin, Rome, Florence, Vérone, Brescia, Montecatini Terme, Pise, Bergame, Rovereto et Milan.

## Les acclamations du monde
Son travail en peinture portait l'influence de la Renaissance italienne, et contrastait avec les styles artistiques moderniste et post-moderniste qui dominaient la seconde moitié du XXe siècle et surtout la fin du XXe siècle. Il se fit connaître pour son portrait romantique de la jeune reine Élisabeth II de 1956 (conservé au Fishmongers Hall de Londres, collection particulière), et pour le portrait du pape Jean XXIII, des présidents américains John F. Kennedy et Lyndon B. Johnson, du chah et de l'impératrice d'Iran, de la princesse Margaret et de plusieurs autres membres de la famille royale britannique. Il peignit un autre portrait de la reine d'Angleterre en 1969 (National Portrait Gallery de Londres).
Pietro Annigoni fut choisi par le magazine Time pour peindre le président des États-Unis, John F. Kennedy, pour la couverture du numéro du 25 janvier 1962 Person of the Year. Le résultat ne fut pas couronné de succès car Kennedy ne voulait pas rester tranquille et Annigoni, n'ayant pas assez de temps, ne put satisfaire Time magazine. D'autres couvertures de cette revue illustrées de portraits d'Annigoni furent publiées le 5 octobre 1962 (le pape Jean XIII), le 1er novembre 1963 (Ludwig Erhard), et le 12 avril 1968 (Lyndon Johnson).
Annigoni fit le portrait d'autres personnalités, comme le duc d'Édimbourg et plusieurs autres membres de la maison Windsor, sans oublier le créateur de souliers de mode Salvatore Ferragamo, l'auteur florentin Luigi Ugolini, la ballerine dame Margot Fonteyn, l'actrice britannique Julie Andrews, l'étoile du ballet russe Rudolf Noureïev, et la Maharani Gayatri Devi de Jaïpour. Il se prononçait ouvertement contre les tendances de l'art moderne, ne craignant pas de taxer d'iconoclasme le manque de savoir-faire en dessin des artistes modernistes, le modernisme trahissant à ses yeux la noblesse de la mission de l'artiste et péchant par les pauvreté de ses matériaux picturaux. Annigoni écrivit des essais à ce sujet, mettant l'accent sur l'apparent besoin des artistes modernistes de cacher une manque de maîtrise du dessin à la base d'une œuvre peinte. Il se fit donc beaucoup d'ennemis parmi les critiques d'art qui s'opposaient à un art trop figuratif et tardivement inspiré de l'art de la Renaissance.

## Fresques religieuses
Annigoni consacra beaucoup de son temps à peindre des fresques à Florence, dans sa ville tant aimée, mais également dans les alentours, comme à Propositura di San Michele Arcangelo. C'était au monastère du mont Cassin, au sud de Rome, qu'il travailla à son plus grand œuvre en peignant une fresque dans le dôme du monastère. Commencé en 1980, il s'y dévouait avec tout son savoir-faire et avec force générosité. Il y travailla cinq ans de 1980 à 1985.

## Distinctions
En 1959, Annigoni fut élu au National Academy of Design comme membre correspondant honoraire.
Le 14 novembre 1975, il fut nommé chevalier de l'ordre du Mérite de la République italienne.
Il reçut le Studium Academia di Casale e del Monferrato per l'Arte, la Letteratura, la Storia, le Scienze e le Varie Umanità.
En octobre 2010, la Poste italienne édita un timbre à l'occasion du centenaire de la naissance de Pietro Annigoni.

## Œuvres dans les collections publiques
États-Unis
- Indianapolis, Indianapolis Museum of Art.
- Minneapolis, Minneapolis Institute of Art.
- New York, Metropolitan Museum of Art.
- San Francisco, musée des Beaux-Arts.

Italie
- Dovadola, Benedetta Bianchi Porro Foundation.
- Florence :
  - galerie des Offices.
  - musée Pietro Annigoni, Via dei Bardi : fonds d'œuvres retraçant soixante années de l'artiste.
  - palais Pitti.
- Rome, musée du Vatican.

Royaume-Uni
- Londres, National Portrait Gallery.
- Windsor, château de Windsor, Royal Collection.

## Élèves notables
- Julian Barrow
- Giancarlo Dughetti (en)
- Romano Stefanelli (it)[1]